# Meadows Museum
Le Meadows Museum est un musée d'art espagnol situé à Dallas au Texas. Il fait partie de la Meadows School of the Arts de l'université méthodiste du Sud.

## Bâtiment
Le bâtiment actuel est de style néopalladien.

## Histoire
Les collections proviennent d'un legs de l'homme d'affaires de Dallas Algur Hurtle Meadows (1899-1978). Le musée est en partie financé par la Meadows Foundation, créée en 1948.

## Collections

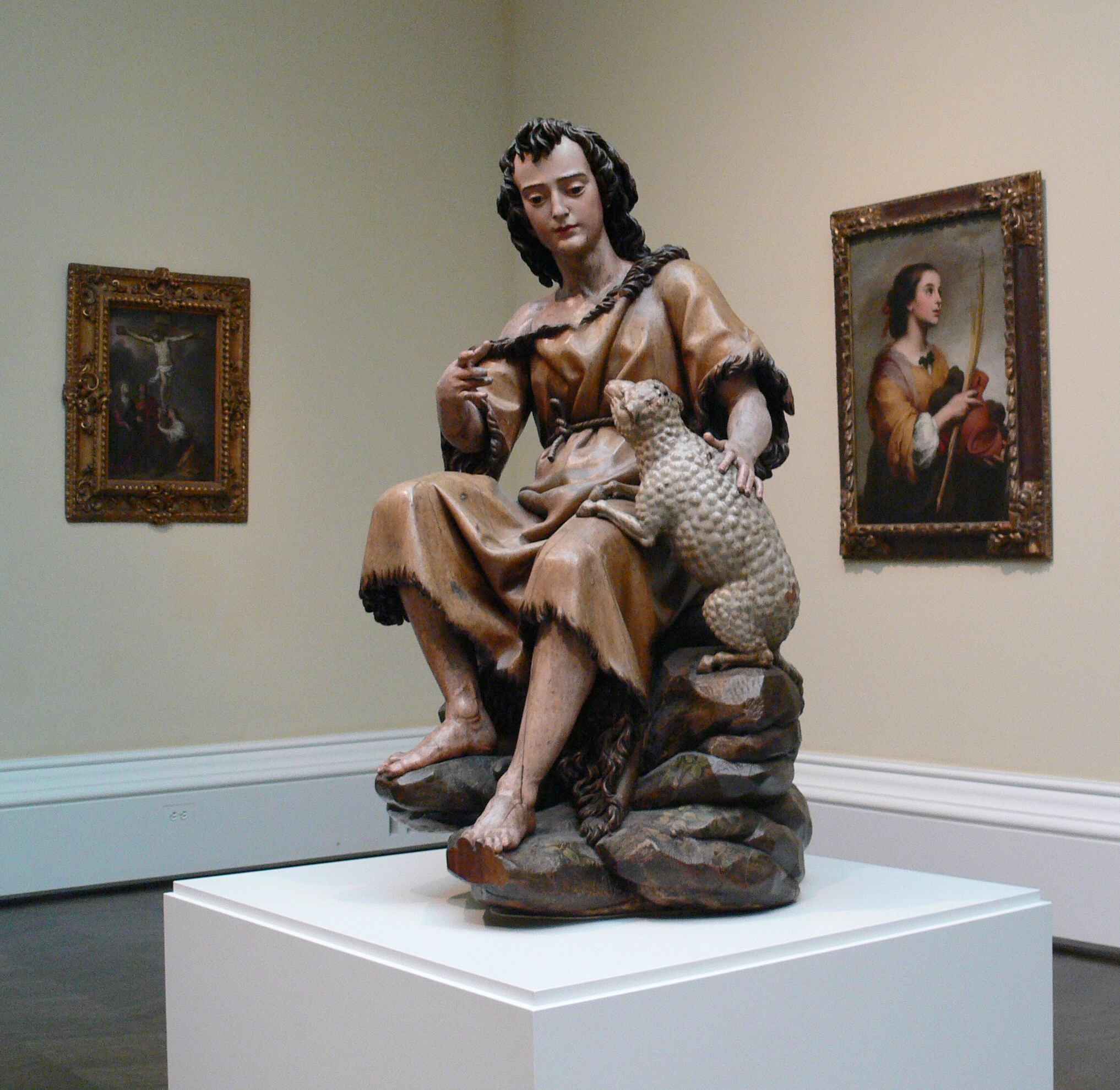
Une statue de Jean le Baptiste par Juan Martínez Montañés.

Les œuvres qui sont exposées datent du Xe siècle au XXe siècle et ont été réalisées par des artistes espagnols renommés tels que Diego Vélasquez, Le Greco, José de Ribera, Bartolomé Esteban Murillo, Francisco de Goya, Joan Miró et Pablo Picasso, ainsi que la peintre cubiste María Blanchard.
On y trouve également des sculptures de Rodin, Maillol, Giacometti, Moore, Smith et Oldenburg, comme des œuvres d'artistes texans (Frank Reaugh, Jerry Bywaters (en), Otis Dozier, Alexandre Hogue (en), William Lester).

### Œuvres
- Salvador Dalí : L'Homme poisson (1930).
- Francisco de Goya :
  - L'Enclos des fous (1794).
  - Portrait de Mariano Goya, petit-fils de l'artiste (1827).
- Claes Oldenburg : Geometric Mouse II (1969-1970).
- Joan Miró : Portrait de la reine Louise de Prusse (1929).
- Diego Vélasquez :
  - Philippe IV (vers 1623-1624).
  - Figure de femme (1648).
  - La Reine Marianne d'Autriche (1655-1656).

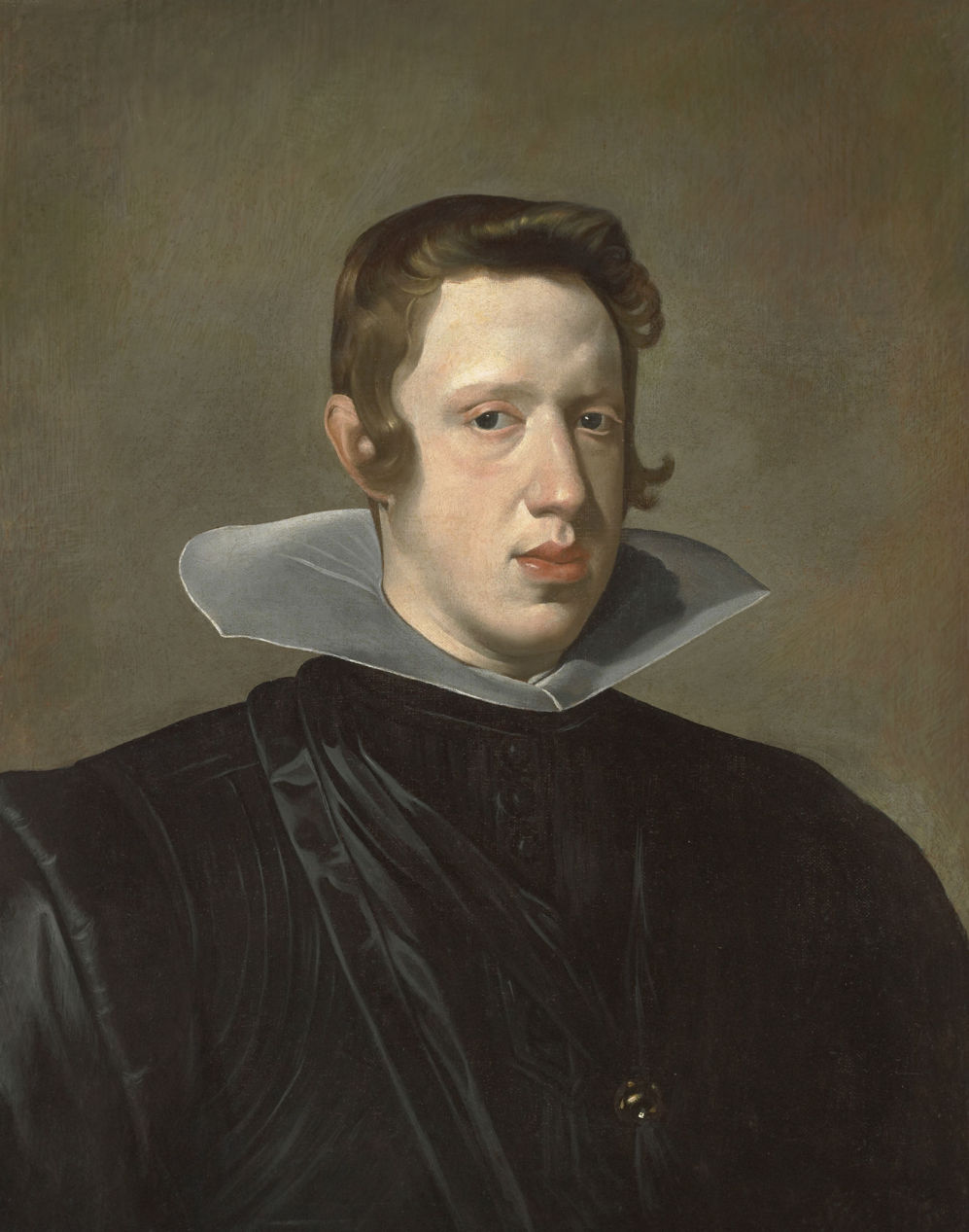
Philippe IV, Diego Vélasquez.
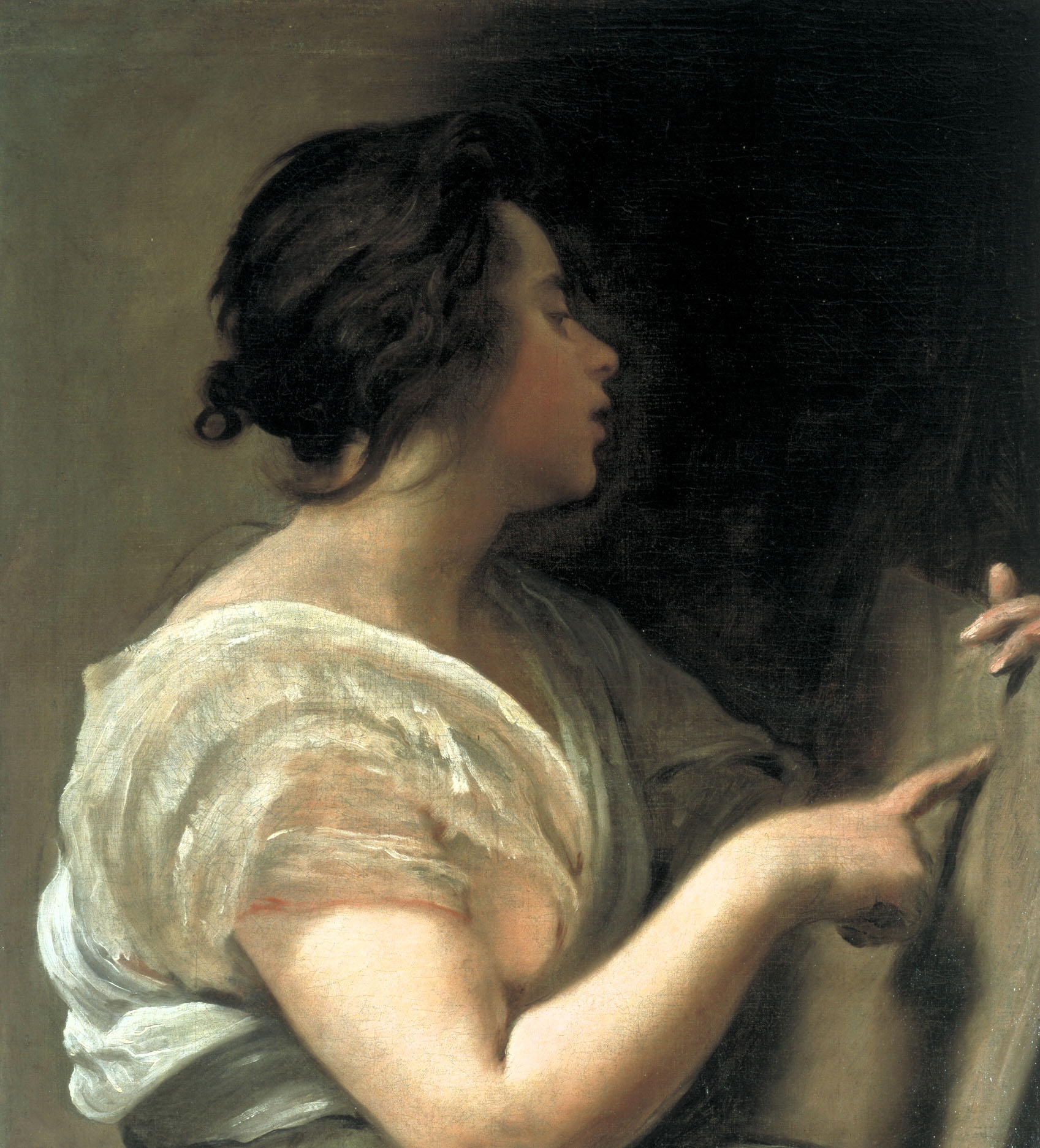
Figure de femme, Diego Vélasquez.
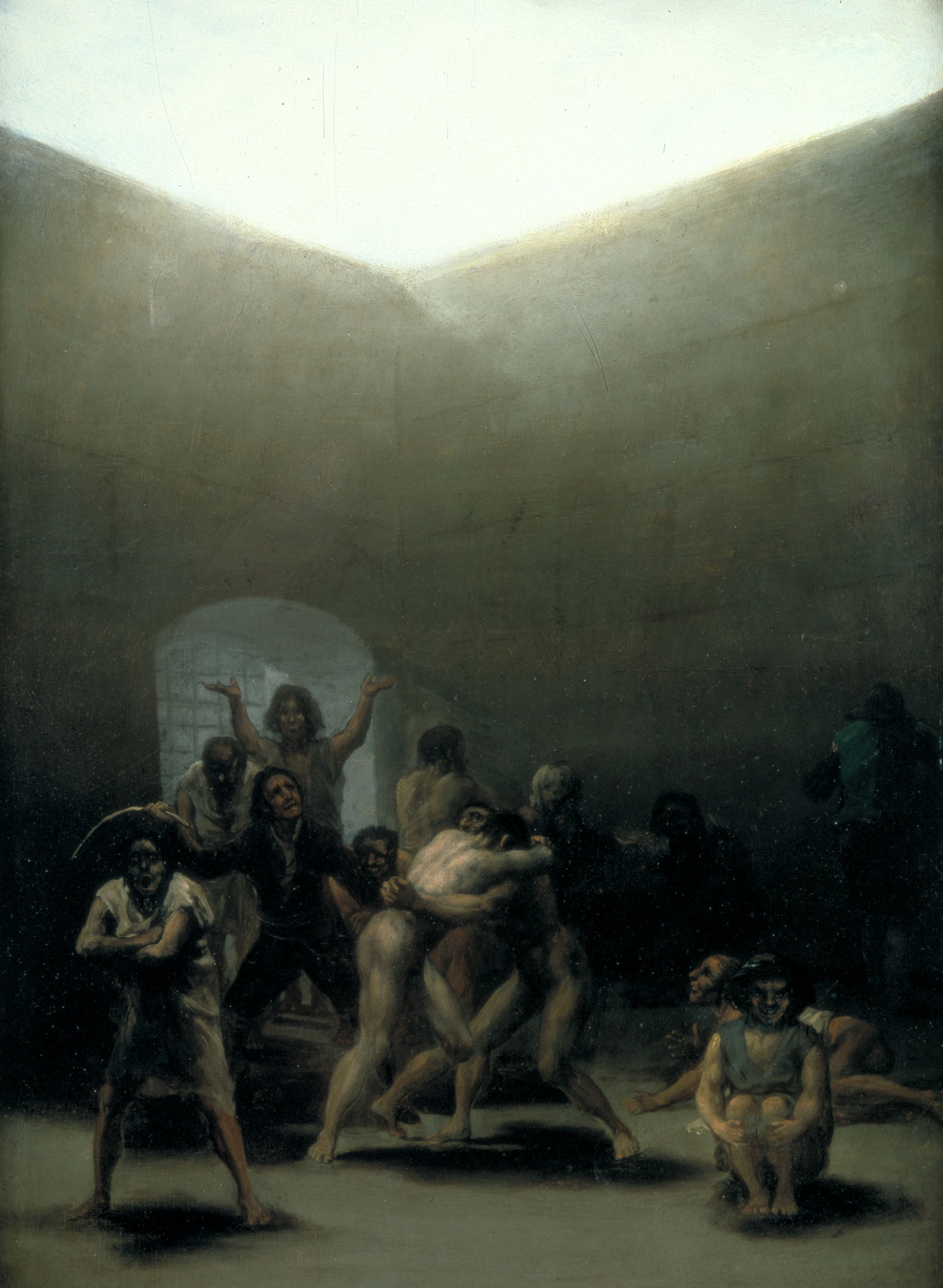
L'Enclos des fous, Francisco de Goya.
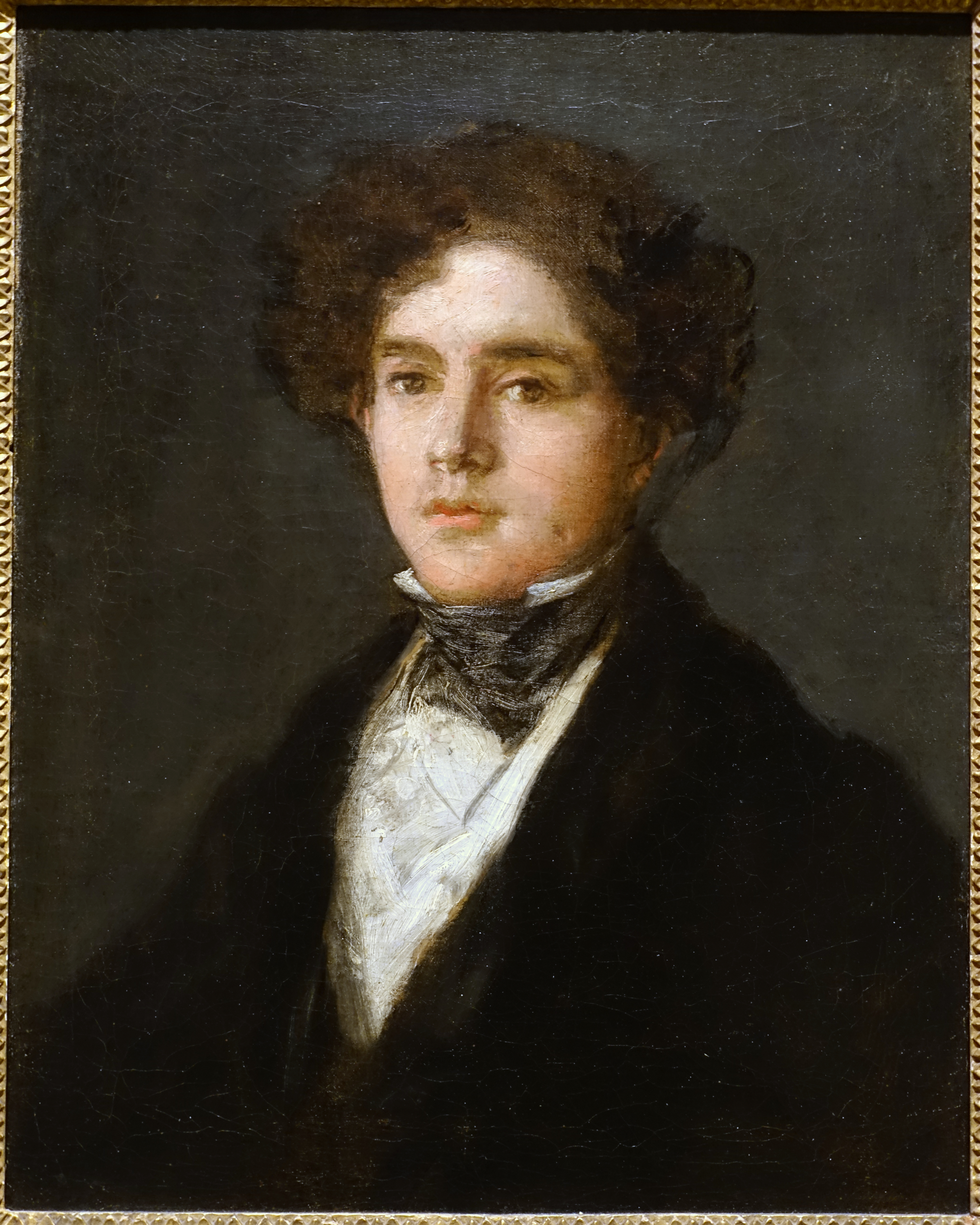
Portrait de Mariano Goya, petit-fils de l'artiste, Francisco de Goya.